# Otto Diels
Otto Paul Hermann Diels (født 23. januar 1876 i Hamborg, død 7. marts 1954 i Kiel) var en tysk kemiker og Nobelprismodtager.
Han blev tildelt Nobelprisen i kemi i 1950 sammen med Kurt Alder for deres arbejde på det, der i dag er kendt som Diels-Alder reaktion.